# Aquaporina
Les aquaporines són proteïnes embegudes en la membrana cel·lular que regulen el flux d'aigua. Són el sistema de «canonades» de les cèl·lules. Les proteïnes d'aquestes aquaporines formen part d'una llarga família de proteïnes de membrana, les anomenades proteïnes integrals trasmembranoses
Hi ha força malalties humanes que han estat associades a defectes en els gens de les aquaporines.
El 2003 Peter Agre va guanyar el Premi Nobel de Química pel descobriment de les aquaporines, i va col·laborar amb Roderick MacKinnon en el treball de l'estructura i mecanisme dels canals de potassi.

## Funció

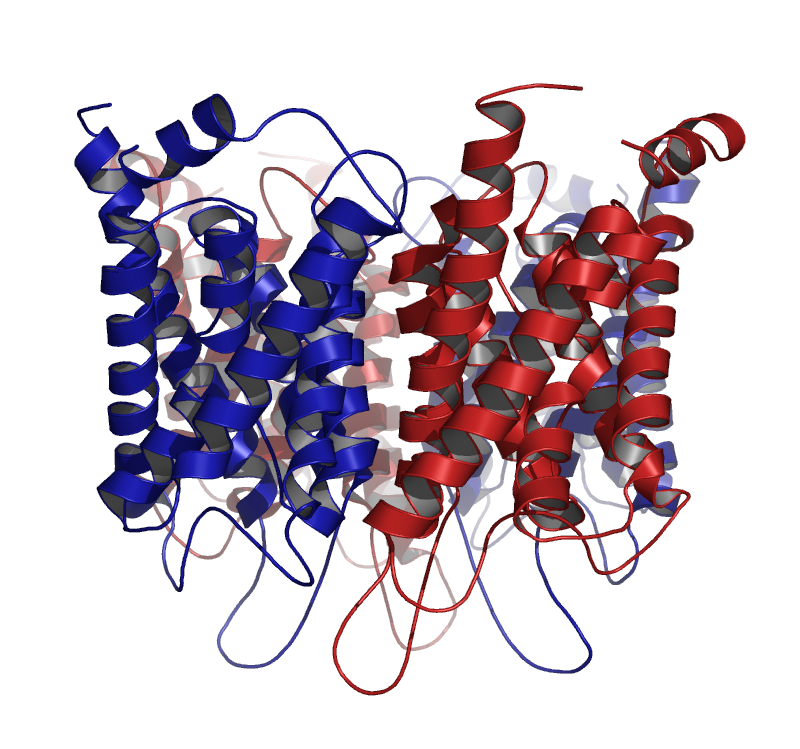
Estructura cristal·logràfica de l'aquaporina 1(AQP1) canal (PDB 1J4N).

Les aquaporines són «el sistema de canonades de la cèl·lula», va dir Agre. Cada cèl·lula és bàsicament aigua. «Però l'aigua no només es queda en la cèl·lula, sinó que la travessa d'una manera organitzada. El procés té lloc ràpidament en els teixits que tenen aquestes aquaporines o Canals d'aigua.»
Al llarg de molts anys, els científics assumiren que l'aigua s'escapava a través de la membrana de la cèl·lula i en alguns moments l'aigua es comporta així. «Però el moviment ràpid de l'aigua a través d'algunes cèl·lules no es podia explicar a partir d'aquesta teoria», va dir Agre.
Les aquaporines condueixen selectivament les molècules d'aigua dins i fora de la cèl·lula, mentre que impedeixen el pas d'ions i altres soluts.
També coneguts com a canals d'aigua, les aquaporines són proteïnes integrals que formen pors de membrana. Algunes aquaporines, conegudes com aquagliceroporines (les AQP3, AQP7, AQP9 i AQP10 pertanyen a aquest grup) transporten també altres petites partícules no carregades, com el glicerol, el CO2, l'amoni i la urea a través de la membrana, depenent de la grandària del por. Malgrat tot, els pors d'aigua són completament impermeables a les espècies carregades, com ara els protons. Aquesta és una propietat crítica per a la conservació del potencial electroquímic de la membrana. Les molècules d'aigua travessen el canal del porus en una única filera. La presència de canals d'aigua augmenta la permeabilitat de la membrana a l'aigua.
Molts tipus de cèl·lules humanes els expressen, així com alguns bacteris i altres molts organismes, com les plantes, per a les quals aquests canals són essencials per al sistema de transport de l'aigua.

## Descobriment
Agre va dir que va descobrir les aquaporines “per casualitat”. El seu laboratori tenia una beca del N.I.H (National Institutes of Health) per estudiar l'antigen del grup Rh de la sang. Van aïllar la molècula del Rh però una segona molècula, de 28 quilodaltons de mida (i des d'aleshores anomenada 28K) va aparèixer. Al començament, van pensar que era una peça de la molècula de Rh, o un contaminant, però es va descobrir que era una molècula que no havia estat descoberta amb una funció desconeguda. Era abundant en les cèl·lules vermelles de la sang i en els tubs del ronyó, i que estava relacionada amb proteïnes de diferents orígens, com les que es troben en els cervells de les mosques de la fruita, els bacteris, en les lents dels ulls i en els teixits de les plantes. Agre va preguntar a John Parker, el seu professor d'hematologia en la Universitat de Carolina del Nord. Parker va dir: «Noi, això trobat en les cèl·lules vermelles, els tubs del ronyó, en els teixits de les plantes, has considerat que podria ser els tan buscats canals d'aigua?». Així doncs, Agre diu que va seguir el suggeriment de Parker.
En moltes cèl·lules, l'aigua es mou dins i fora per osmosi a través del component lipídic de les membranes cel·lulars. Donada l'alta permeabilitat per l'aigua d'algunes cèl·lules epitelials, des de fa temps se sospitava que devia existir algun mecanisme addicional per al transport d'aigua. Però no va ser fins al 1992 que la primera aquaporina, aquaporina-1, (coneguda originalment com a CHIP 28) va ser anunciada per Peter Agre, de la Universitat Johns Hopkins.
Els descobriments pioners i la recerca en l'àmbit dels canals d'aigua duts a terme per Agre i els seus col·legues, el va fer mereixedor, el 2003, del Premi Nobel de Química. El 1999, conjuntament amb altres equips de recerca, Agre va comunicar les primeres imatges en alta resolució de l'estructura tridimensional de les aquaporines. 
Altres estudis que feien servir simulacions a partir de supercomputadors van identificar el recorregut de l'aigua a mesura que aquesta es movia a través dels canals, i demostraren com un porus pot permetre el pas d'aigua sense deixar passar soluts petits. Tot i així, la primera notícia que les proteïnes regulaven el transport d'aigua a través de les membranes va fer-la Gheorghe Benga l'any 1986. Aquesta publicació que precedia la primera publicació d'Agre sobre el transport d'aigua a través de la membrana ha portat a la controvèrsia sobre el no reconeixement adequat d'aquest treball per Agre ni pel Comitè del Premi Nobel. Hi ha hagut una prèvia i llarga història dels pors d'aigua, que va començar el 1957. Hi ha hagut moltes revisions de la història.

## Estructura

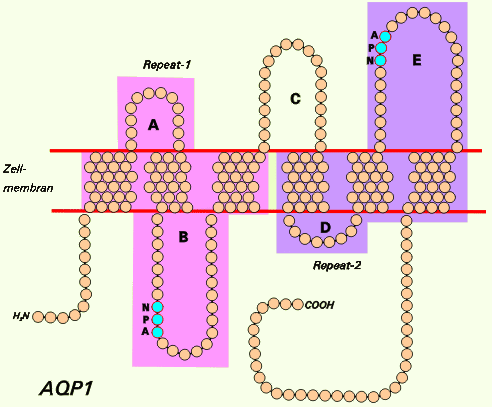
Diagrama esquemàtic de l'estructura en 2D de l'aquaporina 1 (AQP1) en què s'il·lustren les sis regions transmembrana hèlix alfa i les cinc regions A-E interhelicals.

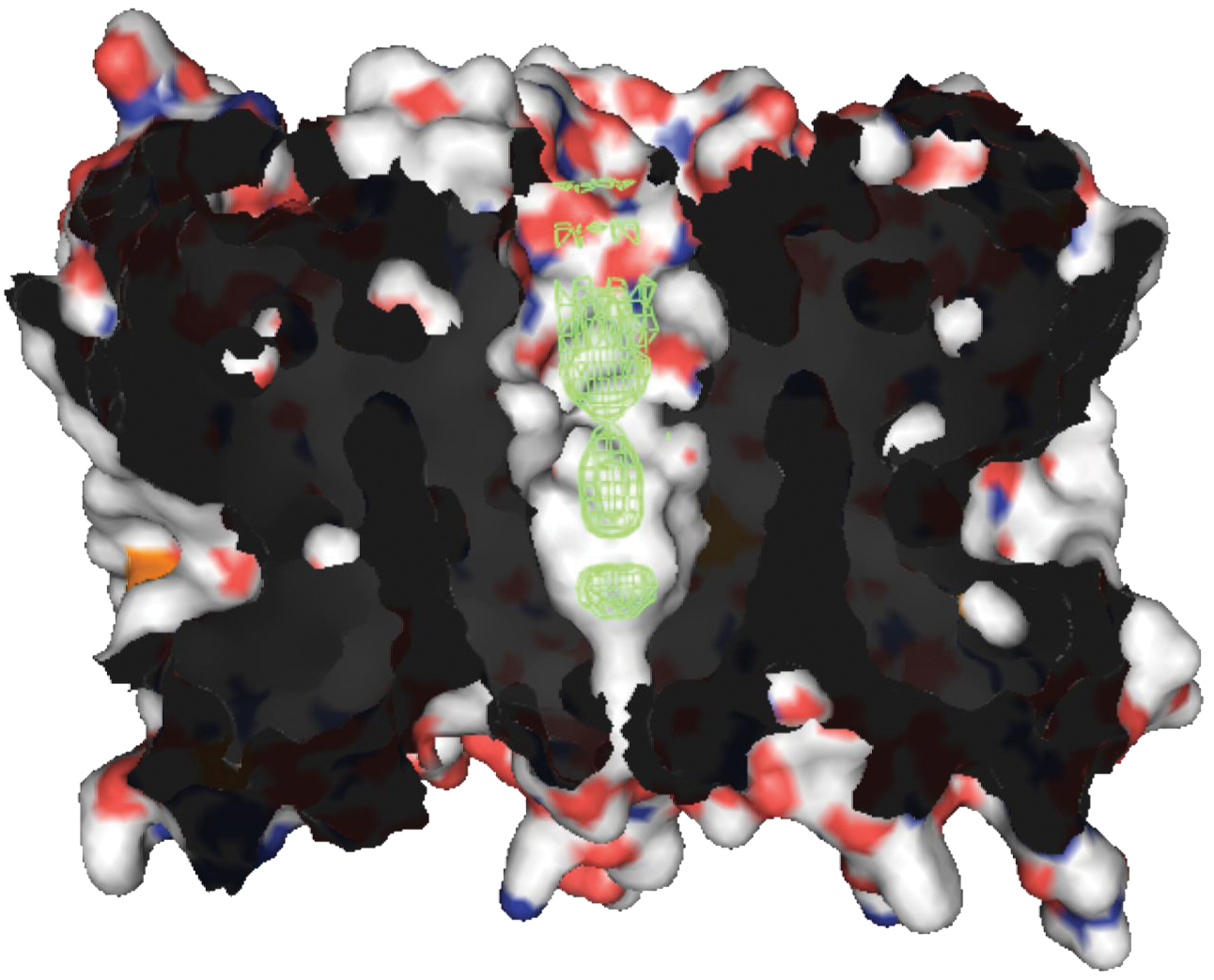
Estructura en 3D que posa en relleu la forma de rellotge de sorra dels canals d'aigua que tallen pel centre de la proteïna.

Les proteïnes de les aquaporines estan formades per sis dominis transmembrana hèlix-α ordenats per la part dretana, amb l'extrem amino i carboxil localitzats en la superfície citoplasmàtica de la membrana. Si partim per la meitat la seqüència d'aminoàcids, trobem similituds d'una part amb l'altra, de manera que sembla que siguin la repetició d'un tàndem. Alguns investigadors creuen que aquests resultats es deuen a un fet en l'evolució que mostra la duplicació d'un gen de grandària mitjana. Hi ha també cinc regions interhelicals corbades (A, B, C, D i E) que formen els vestíbuls extracel·lular i citoplasmàtics. Les B i E són curvatures hidròfobes que contenen la seqüència o motiu Asn-Pro-Ala (NPA) en el grau més elevat, malgrat que no completament conservat,i que estan unes sobre els altres en el centre de la bicapa lipídica de la membrana formant el rellotge de sorra en 3D, estructura a partir de la qual l'aigua flueix. Aquest encavalcament forma un dels dos coneguts canals de constricció en el pèptid: el motiu NPA i una segona constricció (normalment estreta) coneguda com a «filtre selectiu» o «ar/R» filtre de selectivitat.
Les aquaporines formen tetràmers en les membranes cel·lulars, i cada monòmer actua com un canal d'aigua. Les diferents aquaporines contenen diferències en la seva seqüència de pèptids, que permeten que la grandària del por que en resulta en la proteïna difereixi d'altres aquaporines. Així, la grandària resultant del por afecta directament al tipus de molècules que poden passar a través del por: amb mides petites de pors només són permeables les molècules petites, tals com l'aigua.

### Motiu NPA

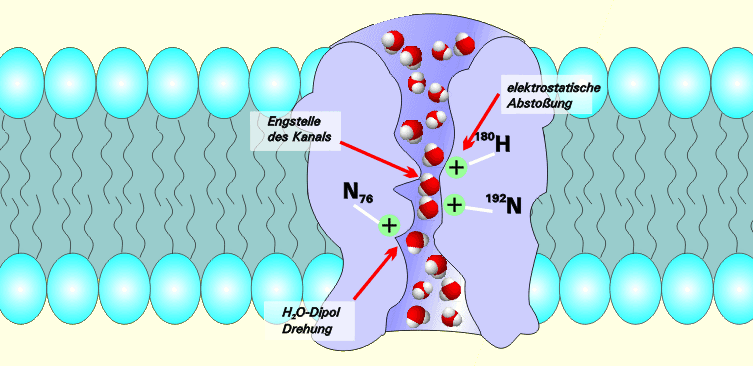
Dibuix esquemàtic del moviment de l'aigua a través del filtre selectiu estret del canal de l'aquaporina.

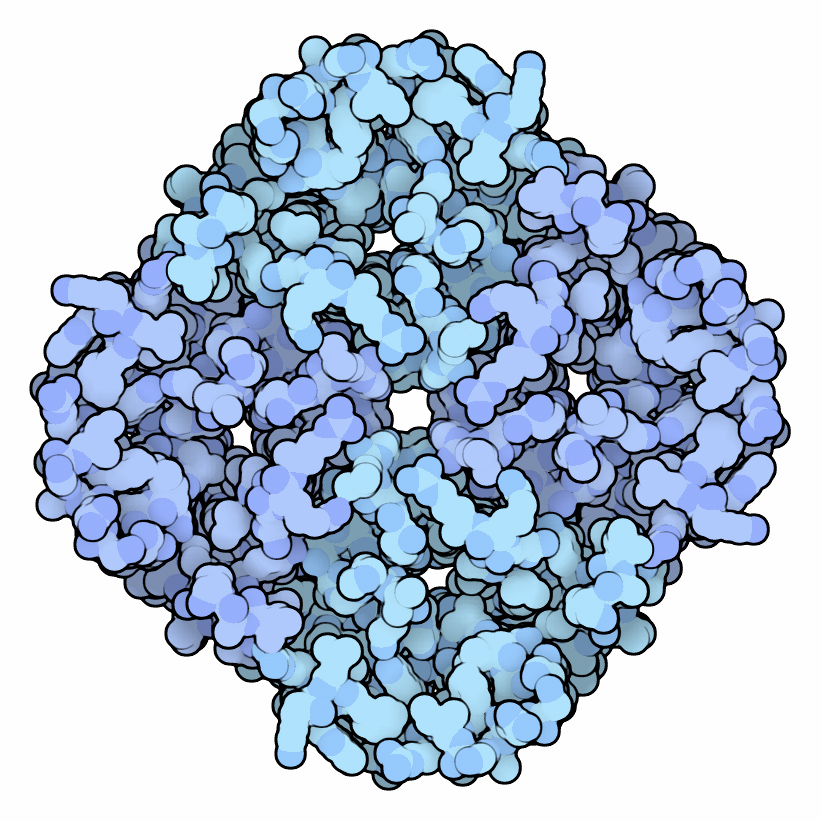
Vista zenital dels quatre mòduls acoblats de proteïna. Dos colors diferents per facilitar la interpretació. Al centre de cada tetràmer, el porus de l'aquaporina de membrana.

Fent servir simulacions, s'ha proposat que l'orientació de les molècules d'aigua en moure's a través del canal assegura que només l'aigua passi a la cèl·lula, gràcies a la formació d'una única línia de molècules d'aigua. Aquestes molècules es mouen a través del canal estret en orientar-se per elles mateixes en el camp elèctric local format pels àtoms de la paret del canal. Un cop han entrat, les molècules d'aigua encaren el seu àtom d'oxigen cap a avall del canal. En la part intermèdia del procés, les molècules inverteixen la seva orientació, encarant-se amb l'àtom d'oxigen cap a dalt. El perquè d'aquesta rotació no està completament clar, encara. Alguns investigadors identifiquen la causa amb el camp electroestàtic generat per les mitges hèlix HB i HE de les dues aquaporines. Altres suggereixen que aquesta rotació és deguda a la interacció de les unions de l'hidrogen entre l'oxigen de la molècula d'aigua i les asparagines en els dos motius NPA. A més, encara s'està discutint que la rotació de les molècules d'aigua tingui un significat biològic. Estudis recents, però, especulen que l'orientació «bipolar» de les molècules d'aigua les preveu de conduir protons a través del mecanisme de Grotthuss, alhora que permet un flux ràpid de molècules d'aigua. Altres estudis qüestionen aquesta interpretació i destaquen una barrera electroestàtica com la raó d'aquest bloqueig de protons. Una última visió considera que la rotació de les molècules d'aigua és únicament un efecte lateral de la barrera electroestàtica. Així, el 2008, l'origen del camp electroestàtic és encara un tema de debat: mentre que uns estudis bàsicament consideren el camp elèctric generat per les proteïnes de les mitges hèlixs HB i HE, altres emfatitzen els efectes d'una dessolvatació a l'entrada del protó per l'estret por de l'aquaporina.

### Els filtres de selectivitat ar/R
El filtre de selectivitat ar/R (aromàtic/arginina) és una agrupació d'aminoàcids que ajuda a fer que es doni la unió amb les molècules d'aigua i permet l'exclusió d'altres molècules que podrien intentar entrar en el por. Aquest és el mecanisme a partir del qual l'aquaporina és capaç de seleccionar un lligam amb les molècules d'aigua (i d'aquí que les permeti travessar) i prevenir l'entrada d'altres molècules. El filtre ar/R és una tètrada formada per dos residus d'aminoàcids de les hèlixs 2 (H2) i 5 (H5) i dos residus de la curvatura E (LE1 i LE2), trobats en la banda del motiu NPA. La regió ar/R es troba normalment cap al vestíbul extracel·lular, aproximadament 8Å per sobre del motiu NPA i acostuma a ser la part més estreta del por. L'estretor del por actua afeblint les unions de l'hidrogen amb les molècules d'aigua, i així permet que l'aigua interaccioni amb les càrregues positives de l'arginina, la qual també actua com un filtre de protons per al por.

## Aquaporines en els mamífers
Es coneixen tretze tipus d'aquaporines en els mamífers, i sis d'aquestes estan localitzades en el ronyó, però podrien existir-ne més. Les aquaporines més estudiades estan comparades a la taula següent:
| Tipus        | Localització | Funció                                                         |
| ------------ | --- | -------------------------------------------------------------- |
| Aquaporina 1 | - ronyó (cara apical) - tub contornejat proximal - porció recta del túbul proximal - branca descendent estreta de la nansa de Henle                                                                        | Reabsorció d'aigua                                             |
| Aquaporina 2 | - ronyó (cara apical) - túbul col·lector inicial - túbul col·lector cortical - conducte col·lector medul·lar extern (escorça renal) - conducte col·lector medul·lar de la cara interna (aspecte intermedi) | Reabsorció d'aigua en resposta a l'Hormona antidiürètica (ADH) |
| Aquaporina 3 | - ronyó (baso lateral) - conducte col·lector medul·lar | Reabsorció d'aigua                                             |
| Aquaporina 4 | - ronyó (baso lateral) - conducte col·lector medul·lar |                                                                |

## Altres aquaporines
L'aquaporina 5 està associada a la generació de saliva, llàgrimes i secrecions pulmonars.
L'aquaporina 7 facilita el transport d'urea, glicerol i aigua. Podria ser que jugués un paper important en la funció de l'esperma.
El RNAm del gen que codifica l'aquaporina 8 s'ha trobat en el pàncrees i en el colon, però en cap altre teixit.
L'aquaporina 9 podria tenir algun paper en les funcions especialitzades dels leucòcits, tals com la resposta immunitària i bactericida.

## Aquaporines en les plantes
En les plantes, l'aigua és agafada de la terra a través de les arrels, on passa del còrtex als teixits vasculars. Hi ha dues rutes per les quals l'aigua flueix en aquests teixits, conegudes com les vies apoplàstiques i simplàstiques. La presència de les aquaporines en les membranes cel·lulars sembla que serveix per facilitar la via simplàstica transcel·lular del transport d'aigua. Quan les arrels de les plantes s'exposen al clorur de mercuri, que se sap que inhibeix les aquaporines, el flux d'aigua es redueix molt, mentre que el flux d'ions no; això corrobora la hipòtesi que existeixen mecanismes per al transport d'aigua independentment del transport d'ions: les aquaporines.
Les aquaporines en les plantes se separen principalment en quatre subfamílies homologades o grups: proteïnes integrals de la membrana plasmàtica, proteïna integral del tonoplasta, proteïna integral com la nodulina i proteïna Integral bàsica petita.
Aquestes quatre subfamílies s'han dividit després en petits subgrups segons l'evolució basats en la seva seqüència del DNA. Les agrupacions de PIP es divideixen en dos subgrups: PIP1 i PIP2, mentre que les agrupacions TIP en cinc subgrups: TIP1, TIP2, TIP3, TIP4 i TIP5. Cada subgrup se separa, al seu torn, en isoformes. Per exemple, PIP1;1, PIP1;2.

La desactivació de l'expressió dels gens de les aquaporines de les plantes s'ha associat amb un creixement precari de la planta i fins i tot amb la seva mort.

### Regulació de les aquaporines en les plantes
La regulació (activació o desactivació) de les aquaporines es duu a terme per aturar el flux a través del por de la proteïna. Aquesta regulació es pot donar per nombroses raons, per exemple quan la planta conté baixes quantitats d'aigua cel·lular com a conseqüència d'una sequera. La regulació de l'aquaporina es duu a terme per la interacció entre un mecanisme de regulació i l'aquaporina, amb la qual cosa es provoca un canvi en l'estructura tridimensional de la proteïna que fa que es bloquegi el por i per tant, s'impedeix el flux d'aigua a través del por. En les plantes, s'han vist que almenys hi ha dues formes per a aquesta regulació de l'aquaporina: la desfosforilació de certs residus de serina —que es produeix com a resposta a la sequera— i la protonació de residus específics d'histidina —com a resposta a la inundació.
La fosforilació de l'aquaporina també s'ha vinculat a l'obertura i tancament de la planta com a resposta a la temperatura.

## Aquaporines i la malaltia
«Si les aquaporines poguessin ser manipulades, es podrien solucionar potencialment problemes com la retenció de fluids en les malalties del cor, i edemes cerebrals, després d'un vessament cerebral», va dir Agre.
Hi ha dos exemples clars de malalties que s'identifiquen amb una conseqüència de mutacions en les aquaporines. Les mutacions en el gen de l'aquaporina 2 causen en humans diabetis insípida nefrogènica hereditària. Els ratolins homozigots per a mutacions d'inactivació del gen de l'aquaporina-0 desenvolupen cataractes congènites.
Molt poca gent ha estat identificada amb una deficiència greu o total d'aquaporines-1. Aquestes persones són normalment saludables, però tenen un defecte en l'habilitat de concentrar soluts en l'orina i conservar l'aigua quan hi ha una carència de l'aigua ingerida. Els ratolins amb supressions dirigides a l'aquaporina-1 tenen una deficiència en la conservació de l'aigua deguda a una inhabilitat per a concentrar soluts en la medul·la del ronyó per la multiplicació a contracorrent.
A més del paper de la determinació genètica de la diabetis insípida nefrogènica, les aquaporines també tenen un paper clau en les formes adquirides de la diabetis insípida nefrogènica (trastorns que causen un augment en la producció d'orina). La diabetis insípida nefrogènica adquirida pot donar-se per la regulació imparella de l'aquaporina-2 deguda a l'administració de sals de liti (com tractament per a trastorns bipolars), concentracions baixes de potassi en sang, (hipopotassèmia), concentracions altes de calci en la sang (hipercalcèmia) o una elevada entrada d'aigua crònica respecte a les necessitats normals: per exemple, deguda a un consum excessiu habitual d'aigua embotellada o cafè.
Finalment, s'ha trobat que reaccions autoimmunitàres contra l'aquaporina 4 causen la malaltia de Devic.